# Вулиця Карпінського (Маріуполь)
Вулиця Карпі́нського — одна з вулиць у Кальміуському та Центральному районах, що виконує роль найважливої автотранспортної магістралі у північному напрямку Н20 (Маріуполь — Волноваха —  Донецьк — Слов'янськ).

## Історія і забудова

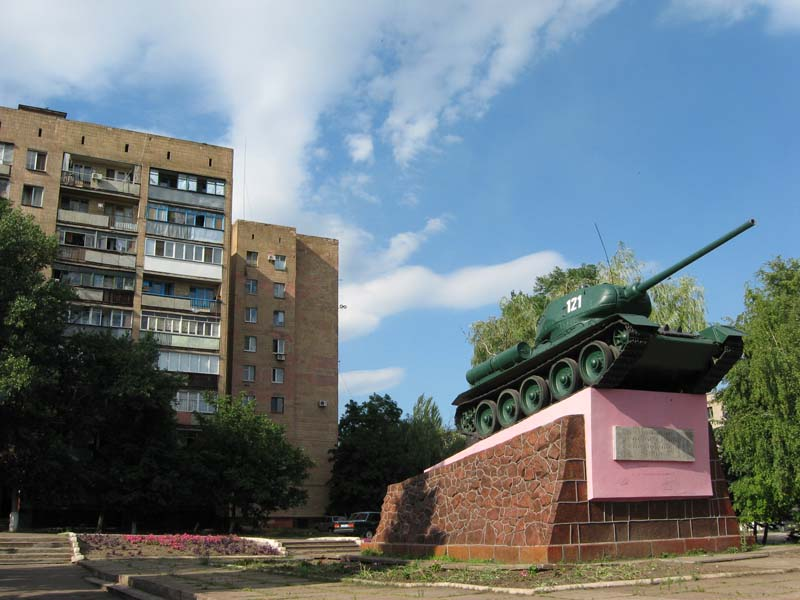
Монумент «Танк Т-34»

Вулиця у Кальміуському та Центральному районі історично проходить повз щонайменше трьох історичних поселень, забудовані у різні історичні періоди. Найбільше значення мав квартал, відомий як «Аеродром» з цікавою ансамблевою забудовою і сквером радянського часу. Основний час забудови припав на 1950-ті роки.
Вулиця поділена на дві ділянки — забудовану з обох сторін і незабудовану, що простягається територією нинішнього лугопарку імені Гурова. Поєднує через міст на річці Кальчик Кальміуський та Центральний райони. Кінцева частина вулиці Карпинського в місті — х-подібне перерестя двох вулиць: Кальміуської та Котляревського.

## Об'єкти
- Парк імені Петровського;
- Поселення «Аеродром»;
- Монумент «Танк Т-34»;
- Екстрим-парк;

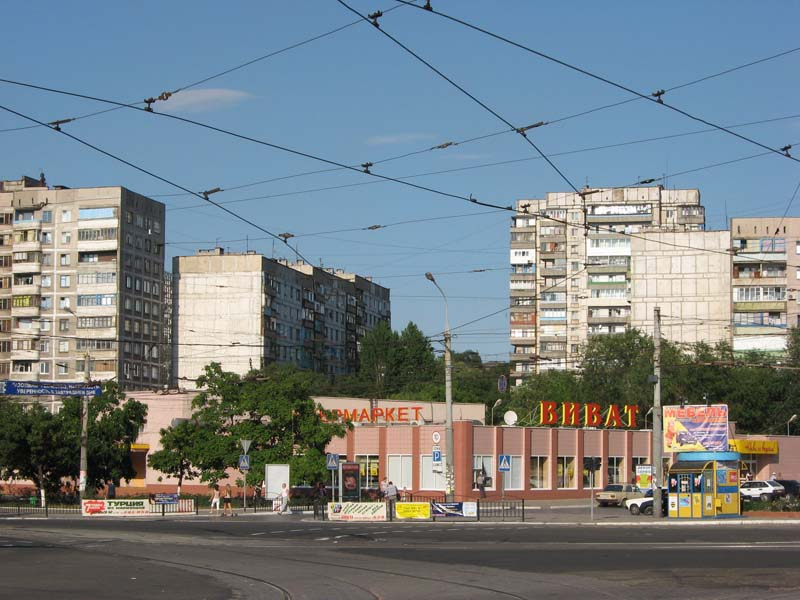
Площа Кірова

- Колишній кінотеатр «Ювілейний» (цегляний, однозальний, як кінотеатр не використовується, замість нього, на першому поверсі магазин «АТБ-Маркет». Має на фасаді монументальну кольорову мозаїку алегоричного характеру, другу монументальну мозаїку радянського періоду у Кальміуському районі, небагатому на монументальні твори).

## Перетин з вулицями і міськими ділянками
- Площа Машинобудівників
- Вулиця Горького
- Вулиця Паризької Комуни
- Прожекторна вулиця
- Вулиця Блажевича
- Вулиця Гастелло
- Вулиця Покришкіна
- Екстрим-парк